# Liste der Biografien/Dieh
Liste der Biografien |
Portal Biografien |
Personensuche
# |
A |
B |
C |
D |
E |
F |
G |
H |
I |
J |
K |
L |
M |
N |
O |
P |
Q |
R |
S |
T |
U |
V |
W |
X |
Y |
Z |
?
 
Da |
Db |
Dc |
Dd |
De |
Dg |
Dh |
Di |
Dj |
Dk |
Dl |
Dm |
Dn |
Do |
Dq |
Dr |
Ds |
Du |
Dv |
Dw |
Dy |
Dz
 
Dia |
Dib |
Dic |
Did |
Die |
Dif |
Dig |
Dih |
Dij |
Dik |
Dil |
Dim |
Din |
Dio |
Dip |
Diq |
Dir |
Dis |
Dit |
Diu |
Div |
Diw |
Dix |
Diy |
Diz
 
Dieb |
Diec |
Died |
Dief |
Dieg |
Dieh |
Diek |
Diel |
Diem |
Dien |
Diep |
Dier |
Dies |
Diet |
Dieu |
Diev |
Diew |
Diez
Die Liste der Biografien führt alle Personen auf, die in der deutschsprachigen Wikipedia einen Artikel haben. Dieses ist eine Teilliste mit 108 Einträgen von Personen, deren Namen mit den Buchstaben „Dieh“ beginnt.

## Dieh

### Diehl
- Diehl, Aaron (* 1985), amerikanischer Jazzmusiker (Piano, Komposition)
- Diehl, Adam (1810–1880), deutscher Theaterschauspieler
- Diehl, Alex (* 1987), deutscher Musiker und Singer-Songwriter
- Diehl, Alianne (* 1977), deutsche Schauspielerin und Sprecherin
- Diehl, Anton (1928–2008), deutscher Politiker (SPD), MdL
- Diehl, August (* 1976), deutscher SchauspielerAugust Diehl (* 1976)

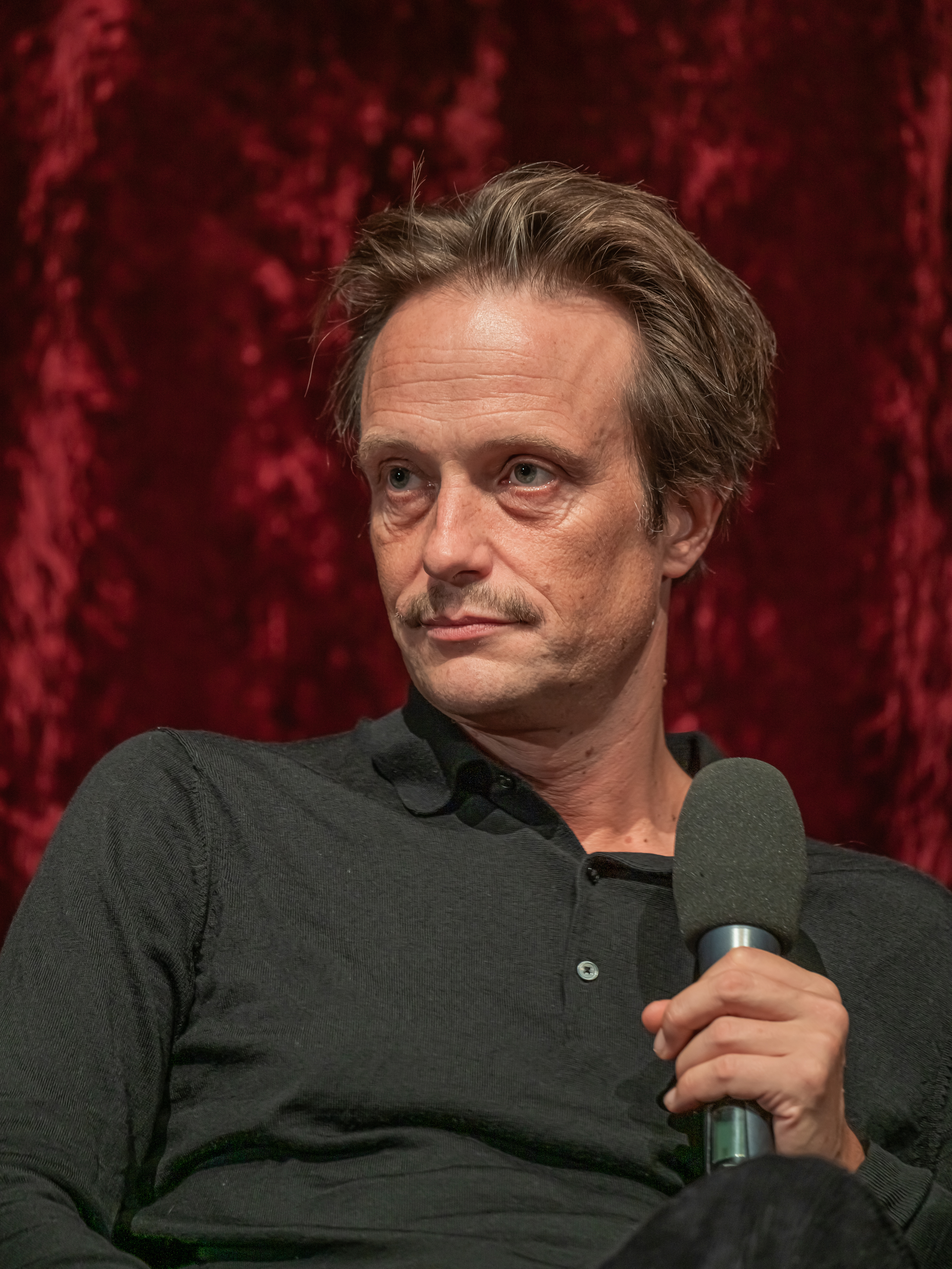
August Diehl (* 1976)

- Diehl, Carl (1801–1862), deutscher Jurist und Politiker der Freien Stadt Frankfurt
- Diehl, Carl Wilhelm (1824–1885), deutsch-argentinischer Kaufmann und Lyriker
- Diehl, Charles (1859–1944), französischer Historiker und Byzantinist
- Diehl, Christoph (* 1946), deutscher Konteradmiral
- Diehl, Claudia (* 1968), deutsche Soziologin
- Diehl, Conrad (1776–1836), bayerischer Abgeordneter und Notar
- Diehl, Conrad Ludwig (1810–1863), bayerischer Revolutionär
- Diehl, David (* 1980), amerikanischer American-Football-Spieler
- Diehl, Dorothee, deutsche Politikerin (CDU)
- Diehl, Eddie (1936–2017), US-amerikanischer Jazzmusiker
- Diehl, Edgar (* 1950), deutscher Maler, Künstler, Autor und Kurator
- Diehl, Edmund (1857–1923), deutscher Politiker (NLP), Abgeordneter der 2. Kammer der Landstände des Großherzogtums Hessen
- Diehl, Edmund Philipp (1894–1955), Landtagsabgeordneter Volksstaat Hessen
- Diehl, Eduard W. (1917–2003), deutscher Arzt und Entomologe
- Diehl, Ella Alexandrowna (* 1978), russische Badmintonspielerin
- Diehl, Else (* 1931), deutsche Religionslehrerin und Missionarin
- Diehl, Emil Heinrich (1891–1933), deutscher Mediziner und Politiker (NSDAP), MdL
- Diehl, Erich (1890–1952), deutschbaltischer Klassischer Philologe
- Diehl, Ernst (1874–1947), deutscher Klassischer Philologe und Epigraphiker
- Diehl, Ernst (1928–2004), deutscher Historiker
- Diehl, Ernst (* 1949), deutscher Fußballspieler und -trainer
- Diehl, Ferdinand (1901–1992), deutscher Regisseur
- Diehl, Gaston (1912–1999), französischer Kunsthistoriker, Hochschullehrer, Kunstkritiker, Journalist und Filmemacher
- Diehl, Guida (1868–1961), deutsche Pädagogin und Frauenrechtlerin
- Diehl, Günter (1916–1999), deutscher Diplomat
- Diehl, Hanns (1877–1946), deutsch-österreichischer Maler, Radierer und Innenarchitekt
- Diehl, Hans (1940–2024), deutscher Film- und Theaterschauspieler
- Diehl, Hans Karl (1911–2007), deutscher Präses der Evangelisch-Lutherischen Kirche in Südwestafrika (ELK/SWA)
- Diehl, Hans-Dieter (1941–2012), deutscher Fußballspieler
- Diehl, Hans-Dieter (* 1951), deutscher Fußballspieler
- Diehl, Hans-Jürgen (* 1940), deutscher Maler und Hochschullehrer
- Diehl, Hans-Werner (* 1950), deutscher Physiker
- Diehl, Hein (1896–1964), deutscher Politiker (NSDAP), MdR
- Diehl, Heinrich (1840–1918), deutscher Politiker, Bürgermeister, Bierbrauer und Gutsbesitzer
- Diehl, Heinz-Georg (1935–2019), deutscher Politiker (CDU), MdL
- Diehl, Helmut (1932–2017), deutscher Maler und Grafiker
- Diehl, Hermann (1906–1983), deutscher Puppenbauer, Filmproduzent, Maler und Bildhauer
- Diehl, Hildebrand (* 1939), deutscher Politiker (CDU), Oberbürgermeister der Landeshauptstadt Wiesbaden
- Diehl, Hugo von (1821–1883), bayerischer General der Infanterie und Chef des Generalstabes
- Diehl, Jac (1901–1978), deutscher Schauspieler
- Diehl, Jakob (* 1978), deutscher Schauspieler, Musiker und Komponist
- Diehl, Johanna (* 1977), deutsche Fotografin
- Diehl, Johannes Baptista (1807–1871), Generalvikar im Bistum Limburg
- Diehl, Johannes F. (* 1968), deutscher evangelischer Theologe und Hebraist
- Diehl, John (* 1950), US-amerikanischer Schauspieler
- Diehl, Josef (1898–1971), deutscher Politiker (SPD), MdL
- Diehl, Justin (* 2004), deutsch-ghanaischer Fußballspieler
- Diehl, Karl (1864–1943), deutscher Ökonom
- Diehl, Karl (1896–1969), deutscher Internist
- Diehl, Karl (1907–2008), deutscher Unternehmer
- Diehl, Karl Ludwig (1896–1958), deutscher Schauspieler
- Diehl, Karl-Heinz (1944–2020), deutscher Fußballspieler
- Diehl, Katja (* 1973), deutsche Autorin und PodcasterinKatja Diehl (* 1973)

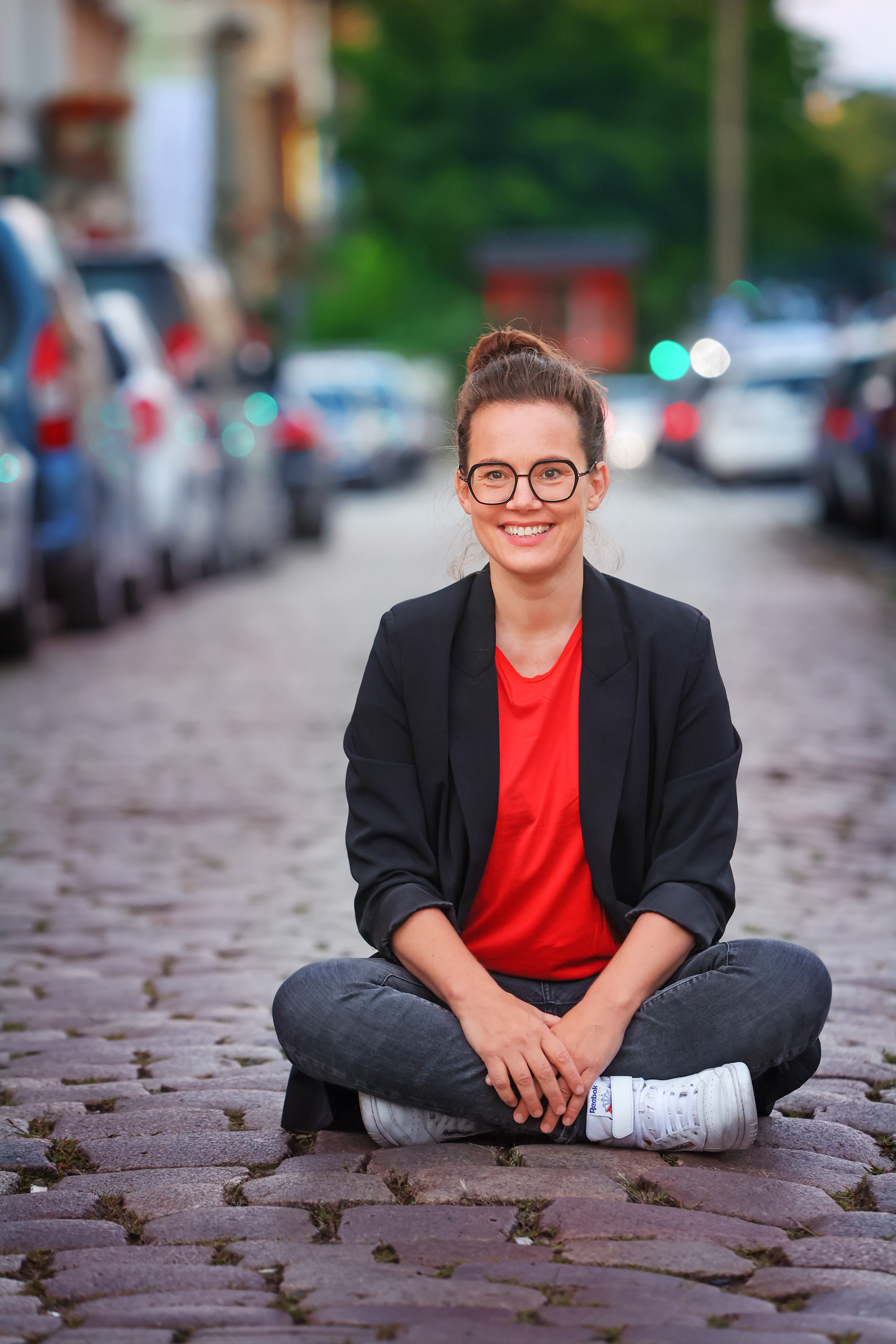
Katja Diehl (* 1973)

- Diehl, Kaya (* 1992), deutsche Handballspielerin
- Diehl, Klaus Jürgen (* 1943), deutscher evangelischer Pfarrer im Ruhestand und Buchautor
- Diehl, Klaus-Peter (* 1966), deutscher Posaunenchorleiter, Bundesposaunenwart des CVJM in Deutschland
- Diehl, Konrad Philipp (1873–1959), Landtagsabgeordneter Volksstaat Hessen
- Diehl, Lorenz (1871–1948), deutscher Politiker (CDU)
- Diehl, Ludwig (1866–1947), deutscher Schriftsteller
- Diehl, Ludwig (1894–1982), deutscher evangelischer Theologe und Landesbischof in der Pfalz
- Diehl, Manfred (* 1950), deutscher Turner und Turntrainer
- Diehl, Melek (1976–2008), deutsche Schauspielerin
- Diehl, Michael (* 1958), deutscher Basketballspieler
- Diehl, Moritz (* 1971), deutscher Ingenieurwissenschaftler und Hochschullehrer
- Diehl, Ole (* 1964), deutscher Politikwissenschaftler, Diplomat und Vizepräsident des BND
- Diehl, Otto (1879–1946), deutscher Geologe
- Diehl, Paul (1886–1976), deutscher Filmproduzent, Filmregisseur und Autor
- Diehl, Paul (* 1958), US-amerikanischer Politikwissenschaftler und Hochschullehrer
- Diehl, Paula (* 1970), deutsche Politik- und Kommunikationswissenschaftlerin
- Diehl, Peter (* 1950), deutscher Turner
- Diehl, Philip (1847–1913), deutschamerikanischer Erfinder und Ingenieur
- Diehl, Philipp (1815–1887), Landtagsabgeordneter Großherzogtum Hessen
- Diehl, Philipp Carl (1751–1836), Politiker Freie Stadt Frankfurt
- Diehl, Rainer (* 1952), deutscher Arzt, Sozialmediziner und Rehabilitationswissenschaftler
- Diehl, Robert (1891–1958), deutscher Bibliothekar
- Diehl, Sarah (* 1978), deutsche Publizistin, Autorin, Kulturwissenschaftlerin und DokumentarfilmemacherinSarah Diehl (* 1978)

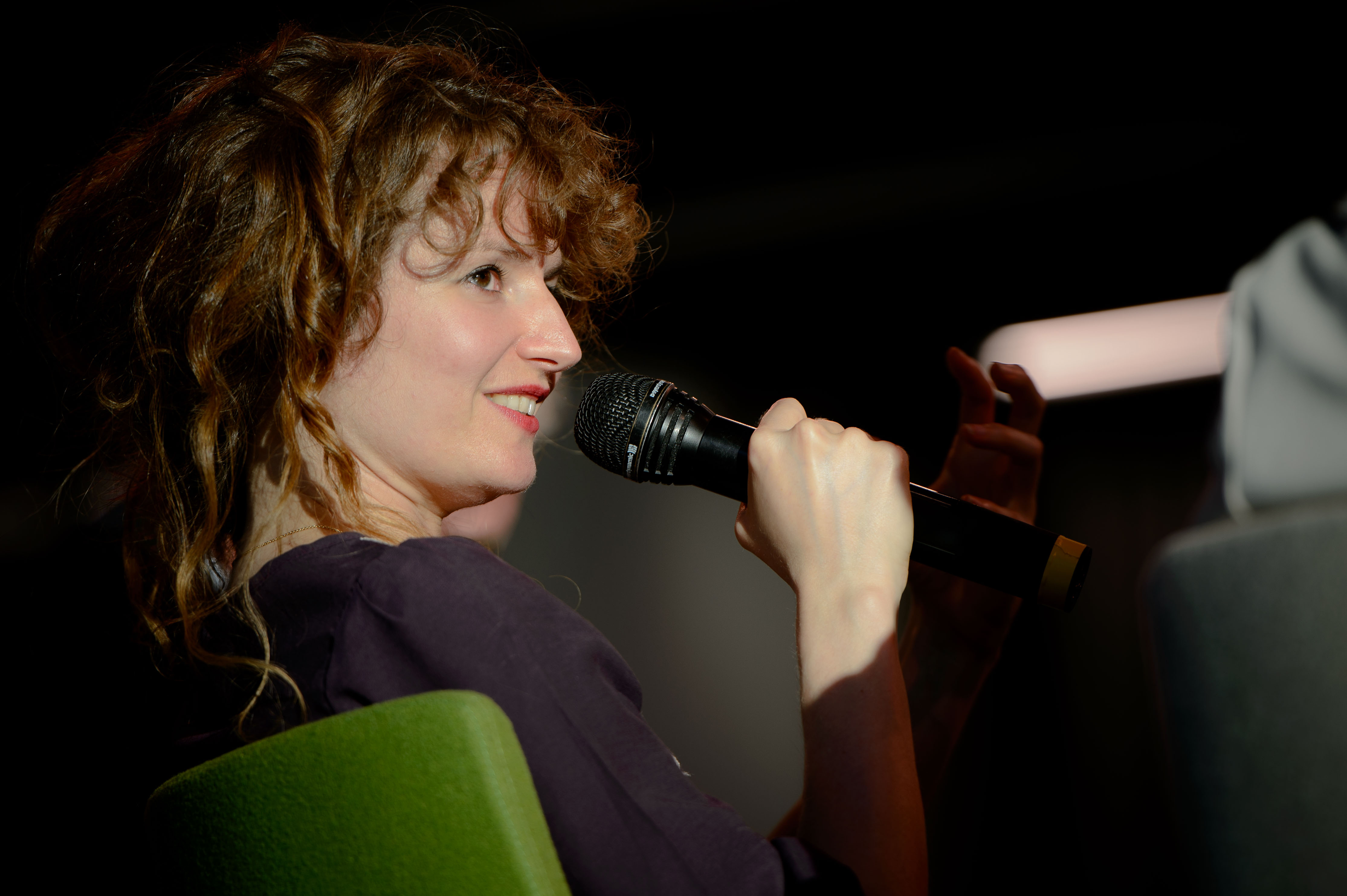
Sarah Diehl (* 1978)

- Diehl, Theodora (1921–2017), deutsche Schauspielerin, Künstlerin und Autorin
- Diehl, Thomas (1951–2017), deutscher Unternehmer und Manager
- Diehl, Torsten, deutscher Theaterregisseur und Autor
- Diehl, Ute (* 1944), deutsche Regisseurin, Produzentin und Drehbuchautorin
- Diehl, Volker (* 1938), deutscher Onkologe
- Diehl, Volker (* 1957), deutscher Galerist
- Diehl, Volker (1963–2022), deutscher Radrennfahrer
- Diehl, Walther (1920–1994), deutscher Schriftsteller, Journalist, Schauspieler
- Diehl, Werner (1946–2025), deutscher Unternehmer
- Diehl, Wilhelm (1871–1944), deutscher evangelischer Theologe, Kirchenhistoriker und Landtagsabgeordneter
- Diehl, William (1924–2006), US-amerikanischer Romanautor, Journalist und Fotograf
- Diehl, Wolfgang (1908–1990), Schweizer Alpinist
- Diehl, Wolfgang (* 1940), deutscher Autor, Grafiker und Lehrer
- Diehle, Alwin (* 1854), deutscher Illustrator sowie Porträt-, Genre- und Landschaftsmaler
- Diehle, Maximilian (* 1997), deutscher Schauspieler und Synchronsprecher

### Diehm
- Diehm, Christoph (1892–1960), deutscher Politiker (NSDAP), MdR, Generalmajor der Waffen-SS und PolizeiChristoph Diehm (1892–1960)

Christoph Diehm (1892–1960)

- Diehm, Curt (* 1949), deutscher Internist
- Diehm, Fabian (* 1997), deutscher Goalballer
- Diehm, Franz (1815–1886), Landtagsabgeordneter Großherzogtum Hessen
- Diehm, Jens (* 1965), deutscher Offizier, Generalarzt des Heeres der Bundeswehr
- Diehm, Natalya (* 1997), australische BMX-Freestyle-Fahrerin
- Diehm, Vanessa (* 2004), deutsche Fußballspielerin

### Diehn
- Diehn, August (1874–1942), Generaldirektor des deutschen Kalisyndikats
- Diehn-Bitt, Kate (1900–1978), deutsche Malerin

### Diehr
- Diehr, Lore (* 1921), deutsche Antifaschistin
- Diehr, Lothar (* 1947), deutscher Badmintonspieler